# Herrljunga (Gemeinde)
Koordinaten: 58° 5′ N, 13° 2′ O

Herrljunga ist eine Gemeinde (schwedisch kommun) in der schwedischen Provinz Västra Götalands län und der historischen Provinz Västergötland. Der Hauptort der Gemeinde ist Herrljunga.

## Wirtschaft
Bekannt ist die Gemeinde für den hier hergestellten Cider, Herrljunga Cider, der von der 1911 gegründeten Firma Herrljunga Saftfabriks- & försäljningsaktiebolag produziert wird.

## Orte
Diese Orte sind Ortschaften (tätorter):
- Annelund
- Fåglavik.
- Herrljunga
- Ljung

## Städtepartnerschaften
Herrljunga listet folgende Partnerstädte auf:
| Stadt              | Land                 | seit |
| ------------------ | -------------------- | ---- |
| Kamjanez-Podilskyj | Chmelnyzkyj, Ukraine | 2008 |
| Ukmergė            | Vilnius, Litauen     | 2008 |

## Persönlichkeiten
- Elisabeth Hesselblad (1870–1957), Heilige der römisch-katholischen Kirche